# استیده‌بروک
استیده‌بروک (به هلندی: Stede Broec) یک شهرستان در هلند است که در هلند شمالی واقع شده‌است. استیده‌بروک −۱ متر بالاتر از سطح دریا واقع شده‌است.